# Amphilius korupi
Amphilius korupi е вид лъчеперка от семейство Amphiliidae. Видът е застрашен от изчезване.

## Разпространение
Разпространен е в Камерун.

## Описание
На дължина достигат до 6,5 cm.